# Liste der Geotope im Landkreis Wunsiedel im Fichtelgebirge
Diese Liste enthält die Geotope des oberfränkischen Landkreises Wunsiedel im Fichtelgebirge.
Die Liste enthält die amtlichen Bezeichnungen für Namen und Nummern des Bayerischen Landesamt für Umwelt (LfU) sowie deren geographische Lage. Diese Liste ist möglicherweise unvollständig. Im Geotopkataster Bayern sind etwa 3.400 Geotope (Stand März 2020) erfasst. Das LfU sieht einige Geotope nicht für die Veröffentlichung im Internet geeignet. Einige Objekte sind zum Beispiel nicht gefahrlos zugänglich oder dürfen aus anderen Gründen nur eingeschränkt betreten werden.
| Name                                                           | Bild           | Geotop ID | Gemeinde / Lage                      | Geologische Raumeinheit  | Beschreibung | Fläche m² / Ausdehnung m | Geologie                                                                                | Aufschlussart                  | Wert               | Schutzstatus                                                | Bemerkung                       |
| -------------------------------------------------------------- | -------------- | --------- | ------------------------------------ | ------------------------ | --- | ------------------------ | --------------------------------------------------------------------------------------- | ------------------------------ | ------------------ | ----------------------------------------------------------- | ------------------------------- |
| Ehemaliger Redwitzitbruch Grafenstein NE von Rathaushütte      | weitere Bilder | 479A001   | Marktredwitz Position                | Fichtelgebirge           | Der ehemalige Steinbruch Grafenstein erschließt den einzig verbliebenen alten Redwitzit-Abbau im Typgebiet. Im Abbaugelände ist ein Teich entstanden. Am Ufer sind wollsack-verwitterte Redwitzite zu erkennen. | 2100 70 × 30             | Typ: Gesteinsart Art: Granodiorit                                                       | Steinbruch                     | wertvoll           | Naturpark                                                   |                                 |
| Ehem. Marmorbruch Stemmaser Bühl NW von Stemmas                |                | 479A002   | Thiersheim Position                  | Fichtelgebirge           | Der bereits lange aufgelassene Steinbruch liegt im nördlichen Teil des Wunsiedler Marmorzuges. Das Gelände ist stark verwachsen und nur eine Wand bietet noch eine gute Sicht auf den Aufschluss. Etwas nordwestlich liegt ein aktiver Steinbruch im Marmor. | 4550 130 × 35            | Typ: Gesteinsart Art: Marmor                                                            | Steinbruch                     | bedeutend          | Naturdenkmal, Naturpark                                     |                                 |
| Ehem. Granitbruch Bibersberg-Süd NE von Habnith                |                | 479A003   | Marktleuthen Position                | Fichtelgebirge           | Der Bruch bildet einen der wenigen größeren Aufschlüsse im Weißenstadt-Marktleuthener Porphyrgranit. | 2100 70 × 30             | Typ: Gesteinsart, Magmatisches Gefüge Art: Granit                                       | Steinbruch                     | bedeutend          | Landschaftsschutzgebiet, Naturpark                          |                                 |
| Ehem. Granitbruch Bibersberg-Nord SE von Marktleuthen          |                | 479A004   | Marktleuthen Position                | Fichtelgebirge           | Der Bruch bildet einen der wenigen größeren Aufschlüsse im Weissenstadt-Marktleuthener Porphyrgranit. | 4000 80 × 50             | Typ: Gesteinsart, Magmatisches Gefüge, Steinbruch/Grube Art: Granit                     | Steinbruch                     | wertvoll           | Landschaftsschutzgebiet, Naturpark                          |                                 |
| Ehem. Basaltbruch am Schloßberg NW von Neuhaus a.d.Eger        |                | 479A005   | Hohenberg an der Eger Position       | Fichtelgebirge           | Die säulige Absonderung des Basalts, z. T. in meilerförmiger Anordnung, ist hier besonders schön aufgeschlossen. | 2100 70 × 30             | Typ: Gesteinsart, Basaltsäulen Art: Basalt                                              | Steinbruch                     | bedeutend          | Naturdenkmal, Landschaftsschutzgebiet, Naturpark            |                                 |
| Schausteinbruch Häusellohe bei Selb                            | weitere Bilder | 479A006   | Selb Position                        | Fichtelgebirge           | In der Häusellohe wurde von 1898 bis 1976 der helle feinkörnige Selber Granit abgebaut. Durch die gleichmäßige Feinkörnigkeit eignete er sich besonders zur Herstellung von Schriftplatten und technischen Körpern wie Walzen, Kollergängen und Masseschlagtischen, die z. B. in der Porzellanindustrie Verwendung fanden. Der Steinbruch wurde nach der Stilllegung vom Fichtelgebirgsverein als Museums-Steinbruch hergerichtet. Alte Maschinen zeugen von den früheren Arbeitstechniken. | 11900 170 × 70           | Typ: Gesteinsart, Steinbruch/Grube Art: Granit                                          | Steinbruch                     | wertvoll           | Landschaftsschutzgebiet, Naturpark                          |                                 |
| Südlicher Wartberg-Steinbruch bei Längenau                     | weitere Bilder | 479A007   | Selb Position                        | Fichtelgebirge           | An der östlichen und südlichen Bruchwand des tiefen, wassergefüllten Steinbruches im Porphyrgranit sind durchschlagende Basaltgänge mit säuliger Absonderung zu finden. Der Steinbruch ist Teil der Geotour Vulkane im Geopark Bayern-Böhmen und mit einer entsprechenden Infotafel ausgestattet. | 8000 100 × 80            | Typ: Gang, Gesteinsart, Basaltsäulen Art: Granit, Basalt                                | Steinbruch                     | wertvoll           | Naturdenkmal, Landschaftsschutzgebiet, Naturpark            |                                 |
| Nördlicher Wartberg-Steinbruch bei Längenau                    |                | 479A008   | Selb Position                        | Fichtelgebirge           | Der tiefe, wassergefüllte ehemalige Steinbruch im Porphyrgranit erschließt an der Nordost-Wand einen dünnen Basaltgang. Der Steinbruch ist teilweise zugewachsen und wenig zugänglich. | 15000 150 × 100          | Typ: Gesteinsart Art: Granit, Basalt                                                    | Steinbruch                     | bedeutend          | Landschaftsschutzgebiet, Naturpark                          |                                 |
| Ehem. Granitbruch Mühlbacher Waldung NE von Längenau           |                | 479A009   | Selb Position                        | Fichtelgebirge           | Das größere, aufgelassene Steinbruchfeld liegt im nordöstlichen Verbreitungsgebiet des Holzmühl-Granits und bildet zurzeit den besten Aufschluss desselben. | 2000 50 × 40             | Typ: Gesteinsart Art: Granit                                                            | Steinbruch                     | wertvoll           | Landschaftsschutzgebiet, Naturpark                          |                                 |
| Ehem. Granitbrüche Neudesberg ENE von Niederlamitz             |                | 479A010   | Martinlamitzer Forst-Süd Position    | Fichtelgebirge           | Mehrere aufgelassene steilwandige Brüche im mittelkörnigen Kerngranit. | 30000 200 × 150          | Typ: Gesteinsart Art: Granit                                                            | Steinbruch                     | bedeutend          | Landschaftsschutzgebiet, Naturpark                          |                                 |
| Ehemaliger Granitbruch Wolfsgarten                             |                | 479A011   | Martinlamitzer Forst-Süd Position    | Fichtelgebirge           | Der aufgelassene Steinbruch ist der Hauptaufschluss im Typ Wolfsgarten des Kerngranits. Er ist stark zugewachsen und nicht mehr zugänglich. Von der Steinbruchkante aus kann man durch den starken Fichtenbewuchs eingeschränkt in den wassergefüllten Kessel blicken. Eine Abbauwand ist erkennbar. Neben dem Steinbruch liegen noch wenige bearbeitete Werkstücke aus Granit. | 4500 150 × 30            | Typ: Typlokalität, Gesteinsart Art: Granit                                              | Steinbruch                     | wertvoll           | Landschaftsschutzgebiet, Naturpark                          |                                 |
| Ehem. Granitbruch Hoher Rainstein (-Ost) W von Schönwald       |                | 479A012   | Schönwald Position                   | Fichtelgebirge           | Der Kerngranit zeigt beginnende Wollsackverwitterung. | 2500 50 × 50             | Typ: Gesteinsart Art: Granit                                                            | Steinbruch                     | bedeutend          | Landschaftsschutzgebiet, Naturpark                          |                                 |
| Ehem. Sandgrube NNW von Weißenstadt                            |                | 479A013   | Weißenstadt Position                 | Fichtelgebirge           | Der Granitgrus mit eingelagerten Blöcken wird von Fließerde (mit einer Mächtigkeit bis zu zwei Meter) überlagert. | 22500 150 × 150          | Typ: Gesteinsart, Wollsackbildung Art: Kristallingrus bis -blockschutt                  | Kiesgrube/Sandgrube            | bedeutend          | Landschaftsbestandteil, Landschaftsschutzgebiet, Naturpark  |                                 |
| Ehemaliger Granitbruch am Kleinen Kornberg                     |                | 479A014   | Kirchenlamitz Position               | Fichtelgebirge           | Im Gipfelbereich des Kleinen Kornbergs befinden sich mehrere aufgelassene Steinbrüche im mittelkörnigen G3-Kerngranit. Der größte der Brüche ist noch gut zugänglich, aber mit Wasser gefüllt. In Pegmatiten wurden früher Anatas, Albit und Fluorit gefunden. | 5000 100 × 50            | Typ: Gesteinsart, Mineralien Art: Granit                                                | Steinbruch                     | bedeutend          | Landschaftsschutzgebiet, Naturpark                          |                                 |
| Ehem. Granitbruch Schauerberg ESE von Tröstau                  |                | 479A016   | Tröstauer Forst-Ost Position         | Fichtelgebirge           | Der aufgelassene Granitbruch bietet den am besten zugänglichen Aufschluss des Randgranits vom Typ Kösseine. | 1800 60 × 30             | Typ: Gesteinsart Art: Granit                                                            | Steinbruch                     | wertvoll           | Landschaftsschutzgebiet, Naturpark                          |                                 |
| Ehem. Fuchsbau - Steinbrüche NW von Tröstau                    |                | 479A017   | Tröstauer Forst-West Position        | Fichtelgebirge           | Abgebaut wurde hier der sogenannte Zinngranit, ein reiner Orthoklasgranit mit sehr viel Muskovit und wenig Biotit, der wegen seines angenehm lichten Tons als Architekturstein geschätzt wurde. Seine geringe Druckfestigkeit führte jedoch bald zum Erlahmen des Interesses und damit zur Einstellung der Steinbruchtätigkeit am Fuchsbau. Seit 1984 ist das Mineraliensammeln im Naturdenkmal untersagt, um der Nachwelt diesen Aufschluss im Zinngranit zu erhalten. | 75000 500 × 150          | Typ: Gesteinsart, Gang, Mineralien Art: Granit                                          | Steinbruch                     | wertvoll           | Naturdenkmal, Landschaftsschutzgebiet, FFH-Gebiet           |                                 |
| Basaltsäulen am Sportplatz Thierstein                          |                | 479A018   | Thierstein Position                  | Fichtelgebirge           | Im heute als Sportplatz genutzten ehemaligen Abbaugelände sind an der Ostseite senkrecht stehende Basaltsäulen aufgeschlossen. | 2000 100 × 20            | Typ: Gesteinsart, Basaltsäulen Art: Basalt                                              | Steinbruch                     | bedeutend          | Naturpark                                                   |                                 |
| Redwitzit-Aufschluss E von Marktredwitz                        | weitere Bilder | 479A019   | Marktredwitz Position                | Fichtelgebirge           | Im Jahre 1998 wurden beim Autobahnbau östlich von Marktredwitz bei einem Hügeldurchstich Redwitzite mit Porphyrgranit-Apophysen angeschnitten. Das Gestein war entlang von Klüften teilweise vergrust. Zwischen den vergrusten Bereichen liegen harte wollsackartige Blöcke, die teilweise am nahen Parkplatz abgelagert wurden. Die enormen Wollsackbildungen haben großes öffentliches Aufsehen erregt. | 1500 300 × 5             | Typ: Gesteinsart, Wollsackbildung, Gang Art: Diorit, Gabbro, Granit                     | Böschung                       | wertvoll           | Naturpark                                                   |                                 |
| Johanneszeche NE von Göpfersgrün                               |                | 479A020   | Wunsiedel im Fichtelgebirge Position | Fichtelgebirge           | Berühmtes Specksteinvorkommen am Kontakt von Marktleuthener Granit und Dolomitmarmor der Arzberger Serie, von Gangdiabas und Rhyolithgang durchschlagen. Früher existierte auch ein Tiefbau auf drei Stollen (maximal 67 m Tiefe). Zwei weitere Tagebaue liegen in unmittelbarer Umgebung. Der Betrieb wurde 2003 stillgelegt. Seit dem Ende der Wasserhaltung liegen die Specksteinvorkommen wieder unter dem Grundwasserspiegel. Eine Infotafel vor Ort gibt Erläuterungen zum Objekt. Das Gelände ist eingezäunt, Aufschlüsse oder Abraumhalden sind weder zugänglich noch einsehbar. Unerlaubtes Betreten wird als Hausfriedensbruch verfolgt. | 15000 200 × 75           | Typ: Mineralien, Kontakt Art: Talkschiefer, Marmor, Granit                              | Steinbruch                     | besonders wertvoll | Naturpark                                                   |                                 |
| Aufschlüsse im Röslautal bei Elisenfels                        |                | 479A021   | Arzberg Position                     | Südliches Fichtelgebirge | Im Röslautal finden sich entlang der Straße in Elisenfels zahlreiche gute Aufschlüsse an Böschungen, im weiteren Talverlauf in Richtung Arzberg auch große natürliche Felsbildungen. Aufgeschlossen ist stark verfalteter und gebänderter Andalusit-Biotit-Gneis, teils mit Einlagerungen von Glimmerschiefern und Quarziten. | 100000 1000 × 100        | Typ: Schichtfolge, Durchbruchstal, Felswand/-hang Art: Gneis                            | Hanganriss/Felswand            | besonders wertvoll | Landschaftsschutzgebiet, Naturpark                          |                                 |
| Alberts-Bruch am Epprechtstein WSW von Kirchenlamitz           |                | 479A023   | Kirchenlamitz Position               | Fichtelgebirge           | Der Steinbruch-Rundwanderweg Kirchenlamitz erschließt mehrere historische Granit-Brüche am Epprechtstein. Der Alberts-Bruch zeigt in musterhafter Art die matratzenförmige Absonderung, bedingt durch Druckentlastungs-Klüftung. Der historische Bruch ist sehr gepflegt und kaum zugewachsen. | 5000 100 × 50            | Typ: Gesteinsart, Wollsackbildung Art: Granit                                           | Steinbruch                     | bedeutend          | Landschaftsschutzgebiet, Naturpark                          |                                 |
| Ehem. Steinbruch SW von Kleinwendern                           | weitere Bilder | 479A024   | Bad Alexandersbad Position           | Fichtelgebirge           | Im Steinbruch Kleinwendern wurde früher Kösseine-Kerngranit abgebaut. In den oberen Bereichen der Bruchwände ist besonders gut in situ die Entstehung von Wollsäcken erkennbar. Der Bruch ist allerdings bereits recht zugewachsen und mit Wasser gefüllt. Die beste Aufschlusswand ist daher nicht erreichbar und kann nur von der gegenüber liegenden Seite betrachtet werden. | 10000 100 × 100          | Typ: Gesteinsart, Wollsackbildung Art: Granit                                           | Steinbruch                     | bedeutend          | Landschaftsschutzgebiet, Naturpark                          |                                 |
| Gneisfelsen am Feisnitzspeicher                                |                | 479A025   | Arzberg Position                     | Südliches Fichtelgebirge | Im Gebiet um den Feisnitzspeicher kommen verbreitet gebänderte Gneise, Glimmerschiefer und Quarzite vor, die stark verfaltet sind. Sie sind höher metamorph und stärker deformiert als die überlagernden ordovizischen Schiefer und Quarzite der Frauenbach- und Phycoden-Formationen. Daher wird diese Elisenfels-Serie als älteste Gesteinseinheit des Fichtelgebirges (? (Prä)kambrium) interpretiert. Am Ufer des Feisnitzspeichers können diese Gesteine besonders schön im Bereich des Damms zwischen Vor- und Hauptspeicher bei der Seeklause studiert werden. Die Szenerie erinnert an skandinavische Schärenlandschaften. | 5000 100 × 50            | Typ: Metamorphes Gefüge, Gesteinsart, Schichtfolge Art: Gneis, Glimmerschiefer, Quarzit | Felshang/Felskuppe             | besonders wertvoll | Landschaftsschutzgebiet, Naturpark                          |                                 |
| Aufschluss am Radweg W von Sinatengrün                         |                | 479A026   | Wunsiedel im Fichtelgebirge Position | Fichtelgebirge           | Im ehemaligen Bahneinschnitt (heute Radweg) westlich Sinatengrün stehen Kalksilikatgesteine des Wunsiedler Marmorzuges (metamorphe Mergel) an. Es ist eine deutliche Schieferung erkennbar, die durch verschieden farbige grüne und braune Bänder nachgezeichnet wird. Dies ist der beste Aufschluss in Kalksilikatgesteinen des gesamten Fichtelgebirges. Er ist zudem durch den Radweg bestens erschlossen. | 500 100 × 5              | Typ: Gesteinsart, Metamorphes Gefüge Art: Kalksilikatfels                               | Böschung                       | wertvoll           | Landschaftsbestandteil, Landschaftsschutzgebiet, Naturpark  |                                 |
| Marmorbruch Holenbrunn                                         |                | 479A027   | Wunsiedel im Fichtelgebirge Position | Fichtelgebirge           | Bis vor kurzem wurde im Steinbruch Holenbrunn Wunsiedler Marmor abgebaut. Dies ist einer der best-erhaltenen Aufschlüsse in diesem Gestein. Bemerkenswert sind Karsterscheinungen, v. a. große, mit auffälligen roten Sedimenten gefüllte Karstschlotten. | 27000 180 × 150          | Typ: Gesteinsart, Karstschlot, Karstspalte Art: Marmor                                  | Steinbruch                     | wertvoll           | Naturpark                                                   |                                 |
| Aufgel. Basaltbruch Vogelherd SE von Brand                     |                | 479A028   | Marktredwitz Position                | Südliches Fichtelgebirge | Südlich von Brand befindet sich der aufgelassene Basaltbruch Vogelherd. Es sind größere Flächen von Basaltaufschlüssen vorhanden. Z. T. zeigen sich säulige Absonderungen. Der Basalt enthält teilweise große Olivine. | 15000 150 × 100          | Typ: Steinbruch/Grube, Basaltsäulen, Gesteinsart Art: Basalt                            | Steinbruch                     | wertvoll           | Landschaftsschutzgebiet, Naturpark                          |                                 |
| Marmor-Aufschluss im Burggraben Wunsiedel                      | weitere Bilder | 479A029   | Wunsiedel im Fichtelgebirge Position | Fichtelgebirge           | Im Burggraben befindet sich ein kleiner Aufschluss in anstehendem weißen Wunsiedler Kalkmarmor, der in die Mauer eines Hauses integriert ist. Schieferung und das typische körnige Marmor-Gefüge sind gut erkennbar. | 7 7 × 1                  | Typ: Gesteinsart, Metamorphes Gefüge, Felswand/-hang, Typlokalität Art: Marmor          | Hanganriss/Felswand            | wertvoll           | Naturpark                                                   |                                 |
| Ehem. Granitbruch am Lehstenberg N von Weißenstadt             |                | 479A030   | Weißenstadt Position                 | Fichtelgebirge           | Der aufgelassene Steinbruch am Lehstenberg erschließt schalig absondernden mittelkörnigen Kerngranit (G3). Den ehemaligen südwestlichen Abbaustoß durchzieht ein Quarzgang, der gelegentlich kleinere Bergkristalle, z. T. auch Rauchquarze enthält. Der Bruch wird deshalb offenkundig häufig von Sammlern besucht. | 1400 70 × 20             | Typ: Gesteinsart, Gang Art: Granit                                                      | Steinbruch                     | bedeutend          | Landschaftsschutzgebiet, Naturpark                          |                                 |
| Ehem. Granitbruch am Mittelberg N von Weißenstadt              |                | 479A031   | Weißenstadt Position                 | Fichtelgebirge           | Der schön gelegene, aufgelassene Steinbruch am Mittelberg erschließt Kerngranit (G3-Granit). In der Umgebung liegen teils bearbeitete Blöcke, teils Haufwerk (Haldenmaterial). | 1800 60 × 30             | Typ: Gesteinsart Art: Granit                                                            | Steinbruch                     | bedeutend          | Landschaftsschutzgebiet, Naturpark                          |                                 |
| Ehem. Granitbruch Waldstein-Ost NNW von Weißenstadt            |                | 479A032   | Weißenstadt Position                 | Fichtelgebirge           | Im aufgelassenen östlichen Steinbruch am Waldstein wurde der typische mittelkörnige Kerngranit des Fichtelgebirges (so gen. G3-Granit) abgebaut. In der näheren Umgebung zeugen zahlreiche Pingen und Blockwerk von früher umfangreicheren Abbaustellen. In diesen Blöcken sind gelegentlich Turmaline, teils als Turmalinsonnen zu finden. Weiter wird das Gebiet von einer Vielzahl von Quarzgängen durchschwärmt. | 1500 60 × 25             | Typ: Gesteinsart, Gang Art: Granit                                                      | Steinbruch                     | bedeutend          | Landschaftsschutzgebiet, Naturpark                          |                                 |
| Forstwiesen-Bruch SW von Kirchenlamitz                         |                | 479A033   | Kirchenlamitz Position               | Fichtelgebirge           | Im aufgelassenen Forstwiesen-Bruch an der Südwestflanke des Epprechtsteins wurde der Kerngranit des Fichtelgebirges, so genannter G3-Granit, abgebaut. Er ist, wie weitere ehemalige Granitbrüche der Umgebung, durch einen Wanderweg (Steinbruchweg) bestens erschlossen. | 3300 110 × 30            | Typ: Gesteinsart Art: Granit                                                            | Steinbruch                     | bedeutend          | Landschaftsschutzgebiet, Naturpark                          |                                 |
| Quarzitbruch am Lindenberg                                     |                | 479A034   | Arzberg Position                     | Südliches Fichtelgebirge | Am Südhang befindet sich knapp unter dem Gipfel des Lindenberges ein alter Steinbruch im Frauenbachquarzit. Die Steinbruchwände sind im hinteren Teil des Bruchs noch gut erhalten und bieten den besten Aufschluss in diesem Gestein im Südlichen Fichtelgebirge. Die Steinbruchsohle ist begrünt. | 400 20 × 20              | Typ: Gesteinsart Art: Quarzit                                                           | Steinbruch                     | wertvoll           | Landschaftsschutzgebiet, Naturpark                          |                                 |
| Zinngräben W von Vordorfermühle                                |                | 479G001   | Vordorfer Forst Position             | Fichtelgebirge           | An die größte Zinnwäscherei des Raums erinnern Halden und Gräben im Wald. Betrieben wurde sie vom Hochmittelalter bis etwa 1820. Die Gräben sind 50 bis 80 m breit. Die bis 10 m hohen Abraumhalden sind heute noch hervorragend zu erkennen. Das Gebiet ist allerdings z. T. stark zugewachsen. | 600000 1200 × 500        | Typ: Seifenwäscherei Art: Kristallingrus bis -blockschutt                               | kein Aufschluss                | wertvoll           | Bodendenkmal, Landschaftsschutzgebiet, Naturpark            |                                 |
| Schaubergwerk Grube Werra S von Weißenstadt                    | weitere Bilder | 479G003   | Weißenstadt Position                 | Fichtelgebirge           | Am Rudolfstein wurde 1940 ein Untersuchungsstollen auf Zinnerz aufgefahren und ab 1950 als Erkundungs- und Versuchsbergbau auf Uranerz (Uraninit und Torbernit) betrieben. Insgesamt wurden 3250 m Strecken aufgefahren, 443 m Blindschächte abgeteuft und die Lagerstätte bis in 240 m Teufe unter der Stollensohle untersucht. Trotz Urangehalten von maximal 6000 g/t im Haufwerk war der Betrieb unrentabel (ca. 50 bis 60 t Uran im Ausbringen prognostiziert). Bis Herbst 2014 zeugten ein vergittertes Mundloch, eine eingeebnete Halde und verfallene Gebäude vom Bergbau. Eine Gedenktafel erinnert an Dr. Albert Kummer, den ersten Uransucher im Fichtelgebirge. Der Stollen wurde zum Schaubergwerk ausgebaut und im Juli 2016 eröffnet. Im Rahmen von Führungen ist es möglich, das Bergwerk zu besichtigen. Anmeldungen über die Kur- und Tourist-Info Weißenstadt. | 200 20 × 10              | Typ: Stollen Art: Gangmineralisation                                                    | Tunnel/Stollen/Schacht         | wertvoll           | Landschaftsschutzgebiet, Naturpark                          |                                 |
| Zinngräben W vom Steinbruch Fuchsbau                           |                | 479G004   | Tröstauer Forst-West Position        | Fichtelgebirge           | Die Seifen um den Zinnschützweiher wurden im 15. und 16. Jahrhundert ausgebeutet. Die Verwitterung des anstehenden Zinngranits und kurzer Transport hatten das ansonsten fein im Gestein verteilte Zinn hier abbauwürdig konzentriert. Der durch einen einfachen Damm zwischen Seifenhügeln angelegte Weiher staute das Wasser eines Baches, so dass unterhalb das für das Seifnen des Erdreichs nötige Gefälle erreicht wurde. Das Areal steht als Bodendenkmal unter Schutz (Denkmal-Nr. D-4-5937-0022). | 550000 1000 × 550        | Typ: Seifenwäscherei Art: Kristallingrus bis -blockschutt                               | kein Aufschluss                | wertvoll           | Bodendenkmal, Landschaftsschutzgebiet, FFH-Gebiet           |                                 |
| Zinngräben bei Kirchenlamitz                                   | weitere Bilder | 479G005   | Kirchenlamitz Position               | Fichtelgebirge           | Die erste urkundliche Erwähnung eines Zinnwerks im Fichtelgebirge stammt von 1356 und bezieht sich auf den Abbau der Zinnseifen hier am Lauterbach bei Kirchenlamitz. Das Geotop ist als Bodendenkmal geschützt (Denkmal-Nr. D-4-5837-0030). | 90000 900 × 100          | Typ: Seifenwäscherei Art: Granit                                                        | kein Aufschluss                | bedeutend          | Bodendenkmal, Landschaftsschutzgebiet, Naturpark            |                                 |
| Seifenwäscherei im Seidig W des Schwarzen Weihers              |                | 479G006   | Weißenstadt Position                 | Fichtelgebirge           | Südlich von Weißenstadt sind im Seidig mehrere historische Zinnabbaugebiete bekannt, von denen bis heute Spuren erhalten sind. Besonders eindrucksvoll sind die Gräben, Halden und Böschungen oberhalb des Schwarzen Weihers. Die Abbaue werden bereits von Ullmann (1736) als alte Seifen bezeichnet. Zuletzt wurde in diesem Gebiet im 2. Weltkrieg bis 1942 von der Gewerkschaft Werra abgebaut. Dabei gewann man 750 kg eines Vorkonzentrats mit 30% Zinnstein und 12% Wolframit. Besonders das Metall Wolfram war kriegswichtig. Das Abbaugebiet wird vom Geo-Erlebnisweg Auf den Spuren des Zinnbergbaus am Rudolfstein gequert und durch eine Infotafel des Geoparks Bayern-Böhmen erläutert. | 30000 300 × 100          | Typ: Seifenwäscherei Art: Granitgrus, Greisen                                           | Schurf                         | wertvoll           | Bodendenkmal, Landschaftsschutzgebiet, Naturpark            |                                 |
| Ehem. Zinnererzbergwerk SW von Schönlind                       |                | 479G007   | Weißenstadt Position                 | Fichtelgebirge           | Südlich von Schönlind ist im Hochwald ein ausgedehntes Pingengelände erhalten geblieben. Seine Entstehung ist auf die ehemals bedeutende Gewinnung von Zinnerz zurückzuführen. Während im Fichtelgebirge andernorts der Zinnstein ausschließlich durch Auswaschen auf so genannten Seifenwerken (kurz: Seifen) gewonnen wurde, handelt es sich hier um den einzigen Tiefbau auf Zinnerz im Fichtelgebirge. Vermutlich schon seit dem 14. Jahrhundert wurde zunächst bis etwa 1624 eine Zinnseife ausgebeutet. Bereits vor 1733 wurde zum Tiefbau übergegangen. Von 1919 bis 1923 sowie 1935/36 fand schließlich Tiefbau über zwei Schächte (Constantin und Freiburg) statt. Dabei wurden in 14 m Teufe alte Grubenbaue angetroffen. Die festgestellten Zinngehalte betrugen 0,5 bis 0,8 kg/Tonne. In einzelnen Nestern und Linsen wies der so genannte Greisen Zinnsteingehalte von 60 % auf. Einzelne Blöcke von Zinngranit, teils mit schönen Feldspatkristallen, sind im Umgriff zu finden. Das Gelände ist als Bodendenkmal (Denkmal-Nr. D-4-5937-0020) besonders geschützt. | 10000 100 × 100          | Typ: Pinge/nfeld Art: Granit                                                            | Pinge                          | wertvoll           | Bodendenkmal, Landschaftsschutzgebiet, Naturpark            |                                 |
| Girgelhöhle NW von Nagel                                       | weitere Bilder | 479H001   | Tröstauer Forst-West Position        | Fichtelgebirge           | In einem Felsenlabyrinth mit großen Wollsäcken liegt die Girgelhöhle, die über einen Wanderweg mit Treppen durchquert werden kann. | 100 20 × 5               | Typ: Ausbruchs/Auswitterungshöhle, Wollsackbildung Art: Granit                          | Höhle                          | bedeutend          | Landschaftsschutzgebiet, Naturpark                          |                                 |
| Wenderner Stein E von Kleinwendern                             | weitere Bilder | 479R001   | Bad Alexandersbad Position           | Fichtelgebirge           | Die Felsgruppe aus klein-gefälteltem Phyllit der Arzberger Serie weist z. T. Quarzit-Linsen auf. | 1200 60 × 20             | Typ: Felskuppe, Gesteinsart Art: Phyllit                                                | Hanganriss/Felswand            | wertvoll           | Naturdenkmal, Landschaftsschutzgebiet, Naturpark            |                                 |
| Finkenstein S von Rügersgrün                                   |                | 479R002   | Höchstädt im Fichtelgebirge Position | Fichtelgebirge           | Die Felsgruppe wird von leicht gefälteltem Glimmerschiefer der Arzberger Serie aufgebaut, der im G1-Granit eingelagert ist. | 1800 60 × 30             | Typ: Felswand/-hang, Gesteinsart Art: Glimmerschiefer                                   | Hanganriss/Felswand            | wertvoll           | Naturdenkmal, Landschaftsschutzgebiet, Naturpark            |                                 |
| Granitfelsen im Egertal SW von Silberbach                      | weitere Bilder | 479R003   | Hohenberg an der Eger Position       | Fichtelgebirge           | Der Granitfelsen (Selber Granit) weist eine deutliche Lager- und Querklüftung auf, im Ansatz ist auch Wollsackverwitterung zu erkennen. | 20000 1000 × 20          | Typ: Felswand/-hang, Wollsackbildung Art: Granit                                        | Hanganriss/Felswand            | wertvoll           | Naturschutzgebiet, Landschaftsschutzgebiet, FFH-Gebiet      |                                 |
| Heiligenberg W von Hohenberg a. d. Eger                        |                | 479R004   | Hohenberg an der Eger Position       | Fichtelgebirge           | Der tertiäre Basaltrücken besteht aus der Basaltvarietät Olivin-Melilith-Nephelinit. | 4000 400 × 10            | Typ: Felswand/-hang, Gesteinsart, Härtling Art: Alkali-Basalt                           | Hanganriss/Felswand            | wertvoll           | Landschaftsbestandteil, Landschaftsschutzgebiet, Naturpark  |                                 |
| Weißenhöhe bei Oberweißenbach                                  |                | 479R005   | Selb Position                        | Fichtelgebirge           | Die bewaldete Kuppe besteht aus kalksilikatischen Gneisen mit Marmorlagen (Arzberger Serie). | 4800 80 × 60             | Typ: Härtling, Gesteinsart Art: Metamorphes Kalksilikatgestein                          | Hanganriss/Felswand            | wertvoll           | Naturdenkmal, Naturpark                                     |                                 |
| Zellerfels NW von Ruppertsgrün                                 | weitere Bilder | 479R006   | Weißenstadt Position                 | Fichtelgebirge           | Der Zellerfels stellt eine frei stehende Felsburg im Kerngranit dar. Auffällig ist eine nach Süden einfallende Lagerklüftung, die dickbankige Stufen entstehen ließ. | 350 35 × 10              | Typ: Felsburg Art: Granit                                                               | Hanganriss/Felswand            | bedeutend          | Naturdenkmal, Landschaftsschutzgebiet, Naturpark            |                                 |
| Felsburg Das Rondell NNW von Weißenstadt                       |                | 479R007   | Weißenstadt Position                 | Fichtelgebirge           | Grobkörniger Kerngranit bildet die dickbankige Felsburg Das Rondell, die durch Wollsackverwitterung in große runde Blöcke zerfällt. Weiter westlich Richtung Waldstein befinden sich weitere Wollsackbildungen mit Namen, wie z. B. der Napoleonshut und der Wal vom Waldstein. | 1200 80 × 15             | Typ: Felsburg, Wollsackbildung Art: Granit                                              | Hanganriss/Felswand            | bedeutend          | Landschaftsschutzgebiet, Naturpark                          |                                 |
| Hetschlarfelsen mit Steinbruch W von Kirchenlamitz             |                | 479R008   | Kirchenlamitz Position               | Fichtelgebirge           | Die lockere Felsgruppe im Kerngranit weist eine nach Norden einfallende enge Lagerklüftung auf. In verwitterten Bereichen sind Pfannkuchenstapel und Turmfelsen entstanden. Der Felsbereich geht unmittelbar in einen aufgelassenen Steinbruch über. | 5000 100 × 50            | Typ: Felsgruppe, Wollsackbildung, Gesteinsart Art: Granit                               | Hanganriss/Felswand            | wertvoll           | Naturdenkmal, Landschaftsschutzgebiet, Naturpark            |                                 |
| Epprechtstein-Gipfel                                           | weitere Bilder | 479R009   | Kirchenlamitz Position               | Fichtelgebirge           | Der Epprechtstein ist für seinen Reichtum an pneumatolytisch-pegmatitischen Mineralbildungen berühmt. Auf Querklüften und in Miarolen kommen hier u. a. Turmalin, Topas, Apatit und Fluorit vor. | 5000 100 × 50            | Typ: Felsburg, Mineralien Art: Granit                                                   | Hanganriss/Felswand            | wertvoll           | Naturdenkmal, Landschaftsschutzgebiet, Naturpark            |                                 |
| Neudorfer Fels NW von Dürnberg                                 |                | 479R010   | Marktleuthen Position                | Fichtelgebirge           | Der Neudorfer Fels ist eine der wenigen Felsformationen im Weissenstädter Porphyr-Granit. Die langgestreckte Felsrippe mit Wollsackverwitterung bildet den Berggipfel. | 4000 200 × 20            | Typ: Felsburg, Wollsackbildung Art: Granit                                              | Hanganriss/Felswand            | wertvoll           | Landschaftsschutzgebiet, FFH-Gebiet, Naturpark              |                                 |
| Buchberg-Gipfel SW von Reicholdsgrün                           | weitere Bilder | 479R011   | Kirchenlamitz Position               | Fichtelgebirge           | Die lockere Felsgruppe ist eine der wenigen Felsformationen im Weissenstädter Porphyr-Granit. Durch die dünnbankige Lagerklüftung erhält sie fast ein sedimentäres Erscheinungsbild. | 5000 100 × 50            | Typ: Felswand/-hang Art: Granit                                                         | Hanganriss/Felswand            | wertvoll           | Naturdenkmal, Landschaftsschutzgebiet, FFH-Gebiet           |                                 |
| Großer Haberstein-Felsen im Kösseine-Massiv                    | weitere Bilder | 479R012   | Tröstauer Forst-Ost Position         | Fichtelgebirge           | Die imposante Felsburg aus Kösseine-Randgranit liegt inmitten eines Gipfel-Blockmeeres. | 1000 50 × 20             | Typ: Felsburg Art: Granit                                                               | Felshang/Felskuppe             | wertvoll           | Naturdenkmal, Landschaftsschutzgebiet, Naturpark            |                                 |
| Kleiner Haberstein-Felsen (Kösseine-Massiv) W von Kleinwendern |                | 479R013   | Tröstauer Forst-Ost Position         | Fichtelgebirge           | Die zwei Felstürme im Kösseine-Randgranit zeigen Lagerklüftung und z. T. engständige steilstehende Kluftzonen. | 1000 50 × 20             | Typ: Felsturm/-nadel Art: Granit                                                        | Hanganriss/Felswand            | wertvoll           | Naturdenkmal, Landschaftsschutzgebiet, Naturpark            |                                 |
| Felsenlabyrinth Luisenburg SSW von Wunsiedel                   | weitere Bilder | 479R014   | Wunsiedel Position                   | Fichtelgebirge           | Das größte und bekannteste Granit-Blockfeld des Fichtelgebirges besitzt neben seiner touristischen auch kulturhistorische Bedeutung als die älteste Freilichtbühne Deutschlands. Schon Goethe und Humboldt studierten die Felsformationen. | 100000 500 × 200         | Typ: Blockstrom, Wollsackbildung Art: Granit                                            | sonstiger Aufschluss           | besonders wertvoll | Naturschutzgebiet, Landschaftsschutzgebiet, FFH-Gebiet      | Bayerns schönste Geotope Nr. 27 |
| Burgsteinfelsen bei der Luisenburg SW von Bad Alexandersbad    | weitere Bilder | 479R015   | Wunsiedel Position                   | Fichtelgebirge           | Die kegelförmige Granit-Felsburg im Kösseine-Randgranit zeigt nach Norden einfallende Lagerklüftung sowie Querklüftung. Die Auskolkungen an der Spitze sind über eine Treppe zu erreichen. | 1500 60 × 25             | Typ: Felsburg, Wollsackbildung Art: Granit                                              | Hanganriss/Felswand            | wertvoll           | Naturdenkmal, Landschaftsschutzgebiet, Naturpark            |                                 |
| Kösseine-Gipfel SE von Tröstau                                 |                | 479R016   | Tröstauer Forst-Ost Position         | Fichtelgebirge           | Berggipfel aus Kösseine-Randgranit mit Blockmeer und Felsruinen. | 120000 400 × 300         | Typ: Blockmeer Art: Granit                                                              | Hanganriss/Felswand            | wertvoll           | Naturschutzgebiet, Landschaftsschutzgebiet, FFH-Gebiet      |                                 |
| Kleine Kösseine SE von Tröstau                                 |                | 479R017   | Tröstauer Forst-Ost Position         | Fichtelgebirge           | Durch das ungefähr rechtwinklige Kluftsystem erhält die Felsgruppe im Kösseine-Randgranit ein gemauert aussehendes Gefüge. | 400 20 × 20              | Typ: Felsburg, Wollsackbildung Art: Granit                                              | Hanganriss/Felswand            | bedeutend          | Naturdenkmal, Landschaftsschutzgebiet, Naturpark            |                                 |
| Felsburg Püttnersfels SW von Kleinwendern                      |                | 479R018   | Tröstauer Forst-Ost Position         | Fichtelgebirge           | Der Püttnersfels besteht aus zahlreichen Felsburgen im Randgranit, die sich über eine Erstreckung von 300 m entlang eines markanten Härtlings erheben. Der Name soll auf einen hier ermordeten Büttnergesellen zurückgehen. Durch das ungefähr rechtwinklige Kluftsystem haben manche der Felsen eine gemauert aussehende Struktur. | 6000 300 × 20            | Typ: Felsburg Art: Granit                                                               | Hanganriss/Felswand            | bedeutend          | Naturdenkmal, Landschaftsschutzgebiet, Naturpark            |                                 |
| Blockstrom Mühlsteine SW von Kleinwendern                      |                | 479R019   | Tröstauer Forst-Ost Position         | Fichtelgebirge           | Der Blockstrom Mühlsteine besteht aus gruppenförmig angeordneten, kugelförmigen Granit-Wollsäcken, die bis zu 10 m Durchmesser besitzen. | 6000 300 × 20            | Typ: Blockstrom, Wollsackbildung Art: Granit                                            | sonstiger Aufschluss           | wertvoll           | Naturdenkmal, Landschaftsschutzgebiet, Naturpark            |                                 |
| Drei-Brüder-Felsen SSE von Weißenhaid                          | weitere Bilder | 479R020   | Weißenstadt Position                 | Fichtelgebirge           | Drei eng benachbarte Felstürme im Zinngranit bilden die Drei-Brüder-Felsen. Die Lagerklüftung ist hier in eindrucksvoller Weise herausgewittert. | 500 25 × 20              | Typ: Felsturm/-nadel, Wollsackbildung Art: Granit                                       | Hanganriss/Felswand            | wertvoll           | Naturdenkmal, Landschaftsschutzgebiet, FFH-Gebiet           | Bayerns schönste Geotope Nr. 54 |
| Rudolfstein-Gipfel SE von Schönlind                            | weitere Bilder | 479R021   | Weißenstadt Position                 | Fichtelgebirge           | Die Gipfelgruppe wird von zehn separaten Felsburgen im Zinngranit gebildet. Im Steinbruch zum Rudolfstein wurden einige wichtige Mineralien der Pegmatite und miarolitische Drusen gefunden. Heute gehört der Bruch zu den Fundstellen, die man als erloschen betrachten kann. | 22000 220 × 100          | Typ: Felsburg, Wollsackbildung, Mineralien Art: Granit                                  | Hanganriss/Felswand            | wertvoll           | Naturdenkmal, Landschaftsschutzgebiet, FFH-Gebiet           |                                 |
| Härtling E von Göpfersgrün                                     |                | 479R022   | Wunsiedel Position                   | Fichtelgebirge           | Östlich von Göpfersgrün tritt der Wunsiedler Marmor als markanter Härtlingsrücken zu Tage. Mehrere kleine ehemalige Abbaustellen sowie Felskuppen erschließen das Gestein. Im größten Abbau im Südwestteil des Rückens ist eine kleine Karsthöhle angeschnitten. Das Gelände wird als Schafweide genutzt. | 8000 200 × 40            | Typ: Härtling, Gesteinsart, Karst-Halbh./Naturbrücke Art: Marmor                        | Felshang/Felskuppe             | wertvoll           | Naturpark                                                   |                                 |
| Redwitzitkuppe Bühl W von Wölsauerhammer                       | weitere Bilder | 479R023   | Marktredwitz Position                | Fichtelgebirge           | Der Bühl bildet eine kleine bewaldete Felskuppe, an deren Kuppenbereich ein natürlicher Aufschluss von Redwitzit liegt. Das zu Wollsäcken verwitterte Gestein ragt bis zwei Meter hoch aus dem Boden. Am Rand der Kuppe findet sich in einem kleinen ehemaligen Abbau ein weiterer Aufschluss des Gesteins. | 200 20 × 10              | Typ: Felskuppe, Gesteinsart Art: Diorit                                                 | Felshang/Felskuppe             | wertvoll           | Naturpark                                                   |                                 |
| Prinzenfelsen SE von Silberhaus                                | weitere Bilder | 479R024   | Tröstauer Forst-West Position        | Fichtelgebirge           | Die Prinzenfelsen sind eine Gruppe von Felstürmen aus Granit mit Wollsackbildungen. Auf den höchsten Turm führt eine Besteigungsanlage. Von der Aussichtsplattform auf dem Gipfel hat man eine umfassende Aussicht. | 5000 100 × 50            | Typ: Felsburg Art: Granit                                                               | Felshang/Felskuppe             | bedeutend          | Landschaftsschutzgebiet, Naturpark                          |                                 |
| Blockmeer am Gipfel der Platte WNW von Tröstau                 | weitere Bilder | 479R025   | Tröstauer Forst-West Position        | Fichtelgebirge           | Am Osthang des Platte-Gipfels befindet sich ein ausgedehntes nicht zugewachsenes Blockmeer. Am Gipfel befinden sich die Reste einer Felsenburg, die im 18. Jahrhundert eingestürzt ist. | 60000 300 × 200          | Typ: Blockmeer Art: Granit                                                              | Felshang/Felskuppe             | wertvoll           | Naturschutzgebiet                                           |                                 |
| Ahornfelsen NE von Neubau                                      | weitere Bilder | 479R026   | Neubauer Forst-Süd Position          | Fichtelgebirge           | Die Ahornfelsen stellen einen ausgedehnten Bereich mit Felsfreistellungen mit Wollsackbildungen im Zinngranit dar. | 12000 150 × 80           | Typ: Felsburg Art: Granit                                                               | Felshang/Felskuppe             | wertvoll           | Naturdenkmal, Landschaftsschutzgebiet, FFH-Gebiet           |                                 |
| Röslauschlucht G`steinigt bei Arzberg                          | weitere Bilder | 479R027   | Arzberg Position                     | Fichtelgebirge           | Die Röslau fließt durch eine ausgeprägte Schlucht mit Felsfreistellungen aus Phylliten der Frauenbach-Wechsellagerung. In der Schlucht befindet sich das Mundloch des St.-Georg-Stollen, der das benachbarte westliche Arzberger Revier unterfährt. Das Stollenwasser ist als Silberquelle gefasst. Der Arzberger Rundwanderweg 6 (A.v.Humboldt-Weg) führt durch das Gebiet. | 30000 300 × 100          | Typ: Schlucht, Gesteinsart, Metamorphes Gefüge, Stollen Art: Phyllit, Quarzit           | Prallhang/Flussbett/Bachprofil | besonders wertvoll | Landschaftsbestandteil, Landschaftsschutzgebiet, FFH-Gebiet | Bayerns schönste Geotope Nr. 81 |
| Wanderblöcke SW von Kleinwendern                               | weitere Bilder | 479R028   | Bad Alexandersbad Position           | Fichtelgebirge           | Oberhalb von Kleinwendern befinden sich ausgedehnte Bereiche pleistozäner Fließerden, in denen bis mehrere kubikmeter-große Wanderblöcke aus Granit (Wollsäcke) schwimmen. In einem Wiesenbereich ohne Baumbestand sind diese besonders schön zu erkennen. | 5000 100 × 50            | Typ: Felsblock, Solifluktionserscheinung, Wollsackbildung Art: Granit                   | Block                          | wertvoll           | Landschaftsschutzgebiet, Naturpark                          |                                 |
| Quarzhärtling WNW von Sinatengrün                              |                | 479R029   | Wunsiedel Position                   | Fichtelgebirge           | Am Nordrand des Bibersbachtals befindet sich ein von einem Gangquarz gebildeter Härtling. Das Gestein ist am Waldrand hervorragend aufgeschlossen. Hier ist die Mehrphasigkeit des Quarzwachstums erkennbar. Diese Quarz-Gangbrekzie weist auf die andauernde Bewegung im Bereich einer Störungszone hin. | 200 20 × 10              | Typ: Härtling, Störung, Gesteinsart, Gang Art: Gangquarz                                | Felshang/Felskuppe             | wertvoll           | Landschaftsschutzgebiet, Naturpark                          |                                 |
| Basalthärtling Ruheberg WSW von Preisdorf                      |                | 479R030   | Arzberg Position                     | Südliches Fichtelgebirge | Der Gipfel des Ruheberges wird von einem langgestreckten Basalthärtling gebildet. Der Basalt zeigt teilweise säulige Absonderung. Unterhalb des unmittelbaren Gipfelbereichs hat sich allseitig ein Blockmeer gebildet. | 4000 100 × 40            | Typ: Härtling, Basaltsäulen, Gesteinsart, Blockmeer Art: Basalt                         | Felshang/Felskuppe             | wertvoll           | Naturschutzgebiet, Naturdenkmal, Landschaftsschutzgebiet    |                                 |
| Granitfelsen im Egertal bei Thusmühle                          |                | 479R031   | Röslau Position                      | Fichtelgebirge           | Im Egertal nordwestlich von Thusmühle befinden sich große Felsfreistellungen im Weißenstadt-Marktleuthener Porphyrgranit. An frischen Anbrüchen ist das porphyrische Gefüge mit bis 10 cm großen weißen Kalifeldspäten hervorragend zu erkennen. Gegenüber dem Felshang liegt der Thusfall, ein künstlicher Wasserfall (Ablauf eines Kanals), der allerdings nur einmal im Jahr, zum Thusfest am Pfingstsonntag eingeschaltet wird. | 10000 200 × 50           | Typ: Felsgruppe, Wollsackbildung, Gesteinsart, Magmatisches Gefüge Art: Granit          | Felshang/Felskuppe             | wertvoll           | Landschaftsschutzgebiet, Naturpark                          |                                 |
| Taubenschüsselfelsen WSW von Kirchenlamitz                     |                | 479R032   | Weißenstadt Position                 | Fichtelgebirge           | Der Taubenschüsselfelsen (Bilder 1 und 2) ist ein stattlicher Granitblock von ca. 9 m × 5 m × 3 m Größe. In seiner unmittelbaren Umgebung befinden sich zwei weitere Findlingsblöcke (Bilder 3 bzw. 4), allerdings von deutlich kleineren Abmessungen. Alle Blöcke bestehen aus wollsackverwittertem mittelkörnigen Kerngranit (G3-Granit). | 2500 50 × 50             | Typ: Felsblock Art: Granit                                                              | Block                          | wertvoll           | Landschaftsschutzgebiet, Naturpark                          |                                 |
| Tal der Alten Eger S von Weißenhaid                            |                | 479R033   | Weißenstadt Position                 | Fichtelgebirge           | Das Tal der Alten Eger ist oberhalb der Weißenhaider Mühle als asymmetrisches Tal ausgebildet. Während die westliche Flanke mit 45 bis 75 Grad Neigung sehr steil ist, ist die östliche Flanke mit weniger als 40 Grad Neigung ausgesprochen flach. Besonders bedeutsam ist aber die Geologie. Im Westen steht ein Metamorphit (vermutlich ordovizischer Muskovit-Biotit-Glimmerschiefer) an, der aufgrund der Geländeneigung öfters aufgeschlossen ist. Der östliche Talbereich baut sich dagegen aus einem Plutonit (hier: Zinngranit) auf, der meist unter diluvialem Wanderschutt verborgen ist. Allerdings findet sich der Granit sowohl im Bachbett, als auch in einzelnen größeren Blöcken. | 82500 550 × 150          | Typ: Asymmetrisches Tal Art: Granit, Glimmerschiefer                                    | Prallhang/Flussbett/Bachprofil | wertvoll           | Landschaftsschutzgebiet, Naturpark                          |                                 |
| Phyllitaufschluss SE Perlenhaus                                |                | 479A035   | Schönwald (Bayern) Position          | Fichtelgebirge           | Am unteren Ende des sogenannten Kapellenfelsens im Perlenbachtal befindet sich ein größerer Straßenaufschluss in hell- bzw. dunkel-silbrigen Phylliten. Dabei handelt es sich um metamorphe Äquivalente der Sedimentgesteine der Frauenbach- bzw. Phycoden-Formation. Der Aufschluss kann gut vom Radweg auf der anderen Straßenseite eingesehen werden. Die Straßenseite direkt am Aufschluss bietet eine mehrere Meter breite Fläche, so dass der Aufschluss nach vorsichtigem Überqueren der Straße (!) auch direkt zugänglich ist. | 800 80 x 10              | Typ: Metamorphes Gefüge, Gesteinsart, Lagerungsverhältnisse Art: Phyllit                | keine Angabe                   | wertvoll           | Landschaftsschutzgebiet, Naturpark                          |                                 |
| Rhyolithfelsen am Schloßberg Höchstädt                         |                | 479A036   | Höchstädt i.Fichtelgebirge Position  | Fichtelgebirge           | Das Gebiet zwischen Höchstädt und Egertal ist durch zahlreiche kuppenartige Erhebungen geprägt. Einige davon werden im Gipfelbereich von Rhyolithgängen gequert (Lenker, Nachtberg, Eichelberg, Höfersberg, Schloßberg). Die Kuppen stellen Härtlinge dar, da die Rhyolithe langsamer verwittern und abgetragen werden, als der umgebende Weißenstadt-Marktleuthener Granit. Die Rhyolithgänge werden als Förderspalten eines ausgeprägten Vulkanismus im Unteren Perm vor etwa 280 Millionen Jahren interpretiert. Am Höchstädter Schloßberg steht einer dieser Gänge in Form von ausgedehnten Felsbildungen an. Diese werden lokal als Stoakirchn (Steinkirche) bezeichnet und sind am Parkplatz durch eine Infotafel des Nationalen Geopark Bayern-Böhmen erläutert. | 500 50 x 10              | Typ: Gang, Gesteinsart Art: Rhyolith                                                    | Felshang/Felskuppe             | wertvoll           | Naturpark                                                   |                                 |
| Carolinenquelle E von Hohenberg an der Eger                    |                | 479Q003   | Hohenberg a.d.Eger Position          | Fichtelgebirge           | Die am Fuße der Burganlage Hohenberg im Egertal gelegene Carolinenquelle ist gefasst. In einem knapp fünfzig Meter entfernten Pavillon besteht die Möglichkeit zur kostenlosen Entnahme von Mineralwasser für jedermann. Sie ist seit 1626 als Heilquelle bekannt, das Wasser wurde als Heilwasser genutzt. 1929 errichtete die Stadt Hohenberg ein Brunnenhaus mit Abfüllanlage, die schließlich von verschiedenen Firmen betrieben wurde. 1975 wurde der Vertrieb des Mineralwassers eingestellt. Die Nähe zu Basaltvorkommen und zum Egergraben legen den Schluss nahe, dass die Entstehung des kohlensäurehaltigen Eisensäuerlings auf den Basaltvulkanismus im Tertiär zurückzuführen ist. | 1 1x1                    | Typ: Mineralquelle Art: Quarzit, Glimmerschiefer                                        | kein Aufschluss                | wertvoll           | Landschaftsschutzgebiet, FFH-Gebiet, Naturpark              |                                 |
| Egertal bei Neumühle                                           |                | 479R034   | Kirchenlamitz Position               | Fichtelgebirge           | Im Tal der Eger ist am Fuß des Lindenbühl, zwischen Neudorfermühle und Eckenmühle, an mehreren Stellen Granit des Fichtelgebirgs-Plutons aufgeschlossen. Der porphyrische Granit enthält Kalifeldspat-Einsprengling von bis zu 10 cm Größe. Gegenüber der Neumühle hat sich ein kleineres Blockmeer gebildet, das sich bis in das Flussbett der Eger erstreckt. Teilweise ist einsetzende Wollsack-Verwitterung zu erkennen. Ein großer Teil des Areals ist nur weglos begehbar. Gut zugänglich ist dagegen eine Felswand mit etwas ausgeprägterer Wollsackbildung etwa 200 m südlich der Neumühle. | 225000 900 x 250         | Typ: Prallhang Art: Granit                                                              | Prallhang/Flussbett/Bachprofil | wertvoll           | Landschaftsschutzgebiet, Naturpark                          |                                 |
| Herrgottstein N von Hendelhammer                               |                | 479R035   | Thierstein (Fichtelgebirge) Position | Fichtelgebirge           | Etwa 450 m nördlich von Hendelhammer befindet sich der Herrgottstein. Der Findling besteht aus Biotit-Muskovit-Granit (Selber Granit - G1S). Mehrere Vertiefungen auf seiner Oberfläche könnten künstlich entstanden sein. Die unterste Vertiefung, mit 0,4 m Durchmesser die größte, soll der Sage nach dem Herrgott als Sitzplatz gedient haben. Grabungen im Jahre 1969 ergaben, dass der Stein vermutlich von Menschenhand aufgerichtet wurde, da er in ca. 0,8 m Tiefe auf einem Fundament aus kleineren Steinen ruht. Ferner wurden bei der Ausgrabung neben mittelalterlicher Keramik auch jungsteinzeitliche Werkzeuge sowie Knochen gefunden. Es könnte sich demnach um einen ehemaligen Kultplatz handeln. Der Findling steht als Naturdenkmal und Bodendenkmal unter besonderem Schutz. | 2 2x1                    | Typ: Felsblock Art: Granit                                                              | Block                          | wertvoll           | Naturdenkmal, Bodendenkmal, Landschaftsschutzgebiet         |                                 |
| Mäander der Eger N von Hebanz                                  |                | 479R036   | Marktleuthen Position                | Fichtelgebirge           | Zwischen Marktleuthen und Kaiserhammer haben sich mehrere Mäander der Eger trotz benachbarter landwirtschaftlicher Nutzung mehrere Mäander der Eger erhalten. Einige Altarme sind ebenfalls noch vorhanden. Neben der ökologischen Bedeutung ist die Geologie zu erwähnen: Insbesondere im Bereich von Flusskilometer 22 sind auch bei durchschnittlichem Abfluss zahlreiche Granitblöcke aus porphyrischem Granit mit großen Feldspat-Einsprenglingen zu sehen. Die Gewässersohle ist zudem mit Granitgrus bedeckt. Dieser Bereich ist über einen Pfad von der Straße zur Kläranlage trotz des teils sumpfigen Wiesengeländes gut zu erreichen. | 16000 4.000 x 4          | Typ: Mäander Art: Lehm, Granit                                                          | Prallhang/Flussbett/Bachprofil | bedeutend          | Landschaftsschutzgebiet, FFH-Gebiet, Naturpark              |                                 |